# Belfort (Maastricht)
Pour les articles homonymes, voir Belfort (homonymie).
Belfort est un quartier de la commune de Maastricht, dans la province du Limbourg néerlandais.

## Géographie
Belfort est délimité par le quartier Pottenberg au nord, Brusselsepoort au nord-est, Mariaberg au sud-est, Daalhof au Hazendans à l'ouest. Le quartier est adjacent au cimetière général de Tongerseweg.

## Histoire
Le quartier a été construit dans les années 1960 et 1970. Presque toutes les rues dans le quartier se terminant par le suffixe « -dreef » et portent le nom d'anciens métiers.

## Population et société

### Services
Le quartier compte une école (l'école de gestion John Kennedy), un centre communautaire (’t Förtsje), une église catholique (Saint-Joseph) et une Salle du Royaume des Témoins de Jéhovah.
Le quartier n'a pas de centre sportif.

### Urbanisme
Belfort se divise en quatre sections, séparées par les rues principales Gewantmakersdreef et Keurmeestersdreef. Le quartier se compose essentiellement de maisons familiales (maisons mitoyennes par groupes de quatre ou six), et d'appartements de faible hauteur (la plupart sont trois ou quatre à quatre étages).

## Sources
- (nl) Cet article est partiellement ou en totalité issu de l’article de Wikipédia en néerlandais intitulé « Belfort (Maastricht) » (voir la liste des auteurs).

## Compléments